# Herrie in het Hotel
Herrie in het Hotel is een Nederlands televisieprogramma. In het programma gaat Herman den Blijker en hotelier Willem Reimers elke aflevering langs 'noodlijdende' hotels en pensions met restaurant in het binnen -en buitenland om te helpen. Waarbij Herman den Blijker zich richt op de keuken en het restaurant en Reimers zich richt op de bedrijfsvoering van het hotel.
Het programma is een vervolg op Herrie in de keuken!, eveneens gepresenteerd door den Blijker.
Het eerste seizoen startte in het najaar van 2007 en was te zien op RTL 4. In 2008 startte het tweede seizoen, in 2010 het derde seizoen en op 8 maart 2011 het vierde seizoen.